# Danmarks Elev Organisation
Danmarks Elev Organisation, eller Danmarks Elevorganisation, (DEO) var en interesseorganisation for danske folkeskoleelever. Organisationen blev stiftet 14. april 1985 og nedlagt i april 2004.
DEO organiserede elever og elevråd ved folkeskoler, privatskoler, friskoler, efterskoler og ungdomsskoler. Gennem det meste af organisationens levetid var den langt større end de to øvrige organisationer Folkeskoleelevernes Landsorganisation (FLO) og Landsorganisationen af Elever, både målt på aktiviteter, medlemstal og offentligt tilskud.
DEO blev etableret i 1985 som udbryder af Landsorganisationen af Elever (LOE) som følge af interne fløjkampe i LOE. DEO var fra starten tæt knyttet til den socialdemokratiske bevægelse, og etablerede sig som modpol til LOE, der havde tætte forbindelser til den kommunistiske bevægelse. Medlemsskabsforhold og uddannelsespolitik adskilte også DEO fra den allerede siden 1978 eksisterende alternative elevorganisation, FLO, hvorfor DEO også betragtede FLO som en konkurrent. Yderligere var den borgerlige elevorganisation Konservativ Skoleungdom (KSU) også ganske aktive i midten af 1980erne. Den ideologiske konflikt mellem organisationerne og de partipolitiske tilhørsforhold aftog i starten af 1990erne. Efter murens fald og opløsningen af Danmarks Kommunistiske Ungdom (DKU) valgte LOE i 1991 at nedlægge sig selv og gå ind i DEO. Den socialdemokratiske indflydelse på DEO blev også mindre i denne periode. I 1992 valgte DEO's kongres Jan Lindhardsen som den første formand for DEO, der ikke også var medlem af Danmarks Socialdemokratiske Ungdom (DSU).
DEO's arbejde var præget af både parlamentarisk arbejde med bl.a. repræsentation i Undervisningsministeriets Folkeskoleråd, og udenomsparlamentariske aktiviteter, som fx demonstrationer. Derudover var DEO en serviceorganisation for medlemsskolerne, hvor man tilbød hjælp og erfaringsudveksling til elevrådene og kurser til bl.a. elevrådsformændene og de elevvalgte medlemmer af skolebestyrelserne. To gange årligt samlede DEO aktive elevrådsmedlemmer fra hele landet til stormøde (kongres i foråret og årsmøde i efteråret). DEO udgav også en lang række informationsmaterialer og i perioden 1985-1995 også Ungdomsmagasinet PUST.
I efteråret 2000 afviklede DEO og FLO et fælles stormøde kaldet ÅMEK 2000.
I 2004 fusionerede DEO med FLO under navnet Danske Skoleelever (DSE).

## Formænd, næstformænd og kasserere for DEO
| År        | Formand                   | Næstformand              | Kasserer                |
| --------- | ------------------------- | ------------------------ | ----------------------- |
| 2003-2004 | Henrik Thing Mortensen    | Katja Isa Sørensen       | -                       |
| 2002-2003 | Anne Bie Hansen           | Henrik Thing Mortensen   | -                       |
| 2001-2002 | Thue Quist Thomasen       | Anne Bie Hansen          | -                       |
| 2000-2001 | Thue Quist Thomasen       | Daniel Karpantschof      | -                       |
| 1999-2000 | Maria Feldborg Andersen   | Maja Malou Nissen        | -                       |
| 1998-1999 | Thomas Holm Jensen        | Daniel Rix               | -                       |
| 1997-1998 | Sanne Fahnøe              | Thomas Holm Jensen       | -                       |
| 1996-1997 | Sofie Kyllesbech          | Andreas Karoff           | Henrik Bro Christiansen |
| 1995-1996 | Asser Mortensen           | Maria Steno              | -                       |
| 1995-1995 | Karsten Klein-Petersen    | Asser Mortensen          | -                       |
| 1994-1995 | Ditte Fromseier Mortensen | Thomas Ehlers            | Rene Ottosen            |
| 1993-1994 | Nicolai Würtz Knudsen     | Mikkel Schnoor Nielsen   | Bo Christoffersen       |
| 1992-1993 | Jan Lindhardsen           | Allan Sten Svendsen      | Toke Nielsen            |
| 1992-1992 | Jan Lindhardsen           | Thorleif Gotved          | Toke Nielsen            |
| 1991-1992 | Peter Frederiksen         | Sara Nørgaard            | Teit Gamst              |
| 1990-1991 | Kim Ege Møller            | Søren Thorsager          | Katja Hoffmann Barfod   |
| 1989-1990 | Kim Ege Møller            |                          | Louise With-Hansen      |
| 1989-1989 | Rikke Westergaard Larsen  | Kim Ege Møller           | -                       |
| 1989-1989 | Benny Nielsen             | Rikke Westergaard Larsen | -                       |
| 1988-1989 | Mette Lise Svendsen       | Flemming Andersen        | -                       |
| 1987-1988 | Rikke Hansen              | Dorthe Kjerulf-Jensen    | Lene Kamma Christiansen |
| 1986-1987 | Jacob Johansen            | Rikke Hansen             | -                       |
| 1986-1986 | Jacob Johansen            | Ole Hækkerup             | -                       |
| 1985-1986 | Dennis Kruse Lund         | Jacob Johansen           | -                       |

## Sekretariatet
DEO's sekretariat stod for driften af landsorganisationen. Det var således sekretariatet, der gennemførte skolehøringer og rådgivning af elevråd, arrangerede stormøder og stod for intern kommunikation og pressehåndtering. Sekretariatet var fra starten baseret på frivilligt arbejde, hvor de politisk valgte brugte et år efter folkeskolen på, at arbejde på sekretariatet. Fra 1994 startede en professionalisering, hvor organisationen begyndte at ansætte (fortrinsvis tidligere aktive) til økonomistyring og sekretariatsledelse.
Sekretariatet i København:
- 1987-1988: Rikke Hansen (formand)
- 1988-1989: Mette Lise Svendsen (formand), Flemming Andersen (næstformand)
- 1990-1991: Kim Ege Møller (formand), Katja Hoffmann Barfod (kasserer), Lasse Lau Holm Nielsen (uddannelsessekretær), Johannes Lundsfryd Jensen (informationssekretær).
- 1991-1992: Peter Frederiksen (formand), Teit Gamst (kasserer).
- 1992-1993: Jan Lindhardsen (formand), Allan Sten Svendsen (konst. næstformand).
- 1993-1994: Nicolai Würtz Knudsen (formand), Bo Christoffersen (kasserer), Brian Merkel (organisationssekretær), Peter Asmus Bang (uddannelsessekretær).
- 1994-1995:Ditte Mortensen (Formand), Thomas Elhers (Næstformand), Rene Ottosen (Kasserer)
- 1995-1996: Asser Mortensen (Næstformand/Formand), Karsten Klein Petersen (Formand/Landsekretær), Maria Steno (Landssekretær/næstformand).
- 1996-1997: Sofie Kyllesbech (formand), Henrik Bro Christiansen (kasserer), David Troels Garby (organisationssekretær), Alexander van Deurs (amtssekretær, Storkøbenhavn), Bjørn Schrøder Rasmussen (frivillig), Stine Jespersen (frivillig).
- 1997-1998: Sanne Fahnøe (formand), Matias Bredde Jensen (amtskoordinator), Laura Kajangmat (landssekretær), Bjørn Schrøder Rasmussen (frivillig).
- 1998-1999: Thomas Holm Jensen (formand), Silje Stougaard (amtskoordinator), Maria Feldborg Andersen (landdssekretær), Daniel Karpantschof (amtssekretær, Københavns Kommune).
- 1999-2000: Maria Feldborg Andersen (formand), Maja Malou Nissen (næstformand), Daniel Karpantschof (landssekretær).
- 2000-2001: Thue Quist Thomasen (formand), Daniel Karpantschof (næstformand), Christine Nissen (landssekretær), Aske Østergård (amtskoordinator).
- 2001-2002: Thue Quist Thomasen (formand).
- 2002-2003: Anne Bie Hansen (formand), Assia Mundus Markmann (sekretariatsleder).
- 2003-2004: Henrik Thing Mortensen (formand), Jonathan Simmel Olsen (sekretariatsleder), Helene Rahbek (formand for serviceudvalget).

Jyllandssekretariat:
DEO havde i perioder et sekretariat i provinsen, for at kunne betjene de jyske og fynske elevråd bedre. Da det ikke i hver valgperiode var muligt at finde en frivillig til at bemande et sekretariat i Jylland eller på Fyn, blev sekretariatet åbnet, lukket og flyttet af mange omgange.
- 1989-1990: Kim Ege Møller (næstformand)
- 1990-1991: Søren Thorsager (næstformand)
- 1991-1992: Sara Nørgaard (næstformand)
- 1992-1993: Thorleif Godtved (næstformand)
- 1993-1994: Mikkel Schnoor Nielsen (næstformand)

## Eksterne referencer
- Opslag på leksikon.org om den danske elevbevægelse
- Daniel Karpantschof. "Elevbevægelsen ved årtusindeskiftet". Elev-Nyt, nr. 1, 31. årg., maj 2008. (ss. 8-9) Arkiveret 4. marts 2016 hos  Wayback Machine
- Jørn Mikkelsen: "Ikke for skolen – men for partiet". Berlingske Tidende, søndag d. 28. april 1985. (ss. 6-7)
- Dennis Kruse Lund: "Når skoleelever strejker, så er den gal!". Fagbladet, nr. 14, august 1985. (ss. 12-13)
- "Bestyrelsens skriftlige beretning". Deltagerhåndbog. DEO. Danmarks Elevorganisation 5. Kongres 30. marts til 1. april 1990 Abildgårdskolen i Odense. (ss. 12-22)
- Allan Sten Svendsen: "Sammenlægning af LOE og DEO!!!". Den seriøse stødtand, Nr. 2, 1991 (udg. af KFE & DEO Kbh.)
- Christian Ingemann Nielsen & Martin Østergaard-Nielsen: "Elev-krigen", Hovedopgave 8. semester – Danmarks Journalist Højskole, juni 1996
- Ole Ryhl Olsson (et al.) (red.): "Skolegårdens politikere. Elevbevægelsen – fra opdragelse til medbestemmelse", København, 1998
- Knud Holt Nielsen: "Da skoleeleverne blev fagligt organiseret" i Tidsskriftet Arbejderhistorie nr. 3, oktober 2000. Udgivet af SFAH
- "DEO's historie, som den blev fortalt af DEO selv". Elev-Nyt, nr. 1, 31. årg., maj 2008. (ss. 17-20)
- Daniel Karpantschof: "Parti? Nej, nej! Vi er tværpolitiske...", foreløbig/ufuldstændig version, maj 2008